# Coniochaeta extramundana
Coniochaeta extramundana är en svampart som beskrevs av Mahoney & La Favre 1981. Coniochaeta extramundana ingår i släktet Coniochaeta och familjen Coniochaetaceae.   Inga underarter finns listade i Catalogue of Life.